# فطرس ملک
فطرس یا فطروس یا پتروس ملک به اعتقاد مسلمانان نام فرشته‌ای بوده است که شفا یافتن او در الخرائج و الجرائح رواندی نقل شده است. به اعتقاد مسلمانان هنگامی که حسین بن علی متولد شد خداوند به جبرئیل فرمان داد با گروه بسیاری از فرشتگان به حضور محمد آیند و به او تبریک بگویند. جبرئیل در مسیر فرود از آسمان به زمین فرشته‌ای به نام فطرس (پطرس) را دید که در جزیره‌ای افتاده (خداوند فطرس را مأمور کاری می‌کند و او در آن کار کندی کرده و در نتیجه به کیفر شکست بالهایش گرفتار شده است).
فطرس به جبرئیل گفت: به کجا می‌روید؟ جبرئیل گفت: به سوی محمد. فطرس گفت: مرا نیز با خود حمل و نزد محمد ببر شاید برایم دعا کند؛ جبرئیل خواسته او را پذیرفت و با هم همراه فرشتگان دیگر به حضور محمد رسیدند و تولد حسین را تبریک گفتند. آنگاه جبرئیل ماجرای فطرس را به عرض رسانید. محمد گفت به او بگو پیکرش را به فرزندم (حسین) بمالد فطرس همین کار را کرد و همان دم خداوند فطرس را تندرست کرد و به حال اول برگرداند سپس فطرس همراه جبرئیل به آسمان پرگشود.
در روایت دیگر آمده است فطرس هنگام پرواز به سوی آسمان به محمد ص گفت اکنون که من به خاطر وجود حسین شفا یافتم باید حق او را ادا و احسانش را جبران کنم؛ هرکس حسین را زیارت کند زیارتش را به او ابلاغ می‌کنم و هرکس در هر کجا به او (بهترین خلق خدا) سلام کند یا درود فرستد سلام و درود او را به آن خواهم رساند.